# Jacques Tréfouël (réalisateur)
Ne doit pas être confondu avec Jacques Tréfouël, chimiste.
Pour les articles homonymes, voir Tréfouël.
Jacques Tréfouël est un réalisateur français de télévision et de cinéma, né en 1941, auquel on doit de nombreux films et documentaires.

## Filmographie
Assistant réalisateur
- 1969 : Klann - grand guignol de Patrick Ledoux
- 1970 : Le Printemps de Marcel Hanoun et Catherine Binet
- 1971 : Morgane et ses nymphes de Bruno Gantillon

Réalisateur
- 1975 : Le Voyage en province
- 1980 : L'Enfant et le Corridor
- 1981 : Mon meilleur Noël (télévision)
- 1981 : La Ville noire (télévision)
- 1981 : Médecins de nuit  (télévision)
- 1985 : Le Caprice de Marion (télévision)
- 1986 : L'Ami Maupassant (télévision)
- 1992 : Les Eaux dormantes
- 2000 : Le Lait des autres (télévision)
- 2000 : Les Renaud Barrault, bâtisseurs de théâtre
- 2000 : Charles Loupot ou la naissance de l'affiche moderne[3]
- 2004 : Un grand feu en Puisaye (Grand prix du public au Festival international de Montpellier)
- 2007 : Vauban, le vagabond du roi
- 2007 : À la recherche de Michel Vieuxchange (télévision)[3]
- 2013 : De nos jours à Pergaud